# Al-Ma'mun und Chadidscha
Al-Ma'mun und Chadidscha, auch: Die Geschichte des Ishaq al-Mausili, ist eine Erzählung aus Tausendundeiner Nacht. In der Arabian Nights Encyclopedia wird sie als ANE 71 gelistet (→ Tausendundeine Nacht – Liste der Geschichten).
Sie erzählt wie der Kalif al-Ma'mun seine spätere Ehefrau Buran bint al-Hasan ibn Sahl kennenlernte.

## Handlung
Eines Abends verlässt Ishaq al-Mausili den Palast des Kalifen al-Ma'mun und geht nach Hause. Vom Weinkonsum betrunken uriniert er in einer Seitenstraße. Dabei bemerkt er einen aus einem Haus herunterhängenden großen Korb und setzt sich kurzerhand hinein und wird hochgezogen. Oben angekommen begegnet er vier Sklavinnen, die ihn einladen im Haus als Gast zu bleiben. Kurz darauf erscheint in dem einem Palast gleichenden Haus eine schöne, junge Frau, die den ihr unbekannten Gast bittet mit ihr zu speisen und den Abend zu verbringen. Ishaq al-Mausili verbirgt vor ihr seine Identität. Die beiden vertreiben sich die Nacht mit Essen, Wein, Gedichten und Musik, am Morgen geht Ishaq nach Hause.
Am nächsten Tag besucht er zunächst den Kalifen al-Ma'mun, ehe er am Abend wieder die unbekannte Frau besucht und sie die Nacht wie zuvor verbringen. Als am dritten Tag sich sein Tagesablauf wiederholt, bittet ihn der Kalif al-Ma'mun jedoch den Abend bei ihm zu bleiben, doch Ishaq nimmt Reißaus und begibt sich wieder zu der Frau. Wissend, dass der Kalif ihn für sein Fortgehen bestrafen wird, bittet er seine Gastgeberin ihm zu erlauben, am nächsten Abend einen ansehnlichen Cousin mitzubringen. Sie stimmt zu. Kaum verlässt Ishaq ihr Haus, wird er draußen von den Wachen des Kalifen ergriffen und vor diesen gezerrt. Ishaq kann den erzürnten al-Ma'mun überzeugen, ihn am nächsten Abend zu begleiten.
Als al-Ma'mun die schöne Gastgeberin sieht ist er von ihrem Anblick völlig bezaubert. Die beiden Männer sind vom so Wein berauscht, dass erst al-Ma'mun die Identität von Ishaq al-Mausili enthüllt und dieser im Suff ihn dann als Kalif enthüllt. Al-Ma'mun verlangt den Hausherrn zu sprechen und fragt, ob dieser Tochter hat. Es handelt sich um das Haus des al-Hasan ibn Sahl, die junge Frau ist seine Tochter Chadidscha / Buran. Al-Ma'mun hält um ihre Hand an und bietet eine Morgengabe von dreißigtausend Dinaren. Ibn Sahl stimmt zu mit den Worten: „Sie ist deine Sklavin und sie steht zu deinem Befehle, o Beherrscher der Gläubigen.“ So fand der Kalif eine Ehefrau.

## Hintergrund
Die Geschichte findet sich verschiedenen Manuskripten und den frühen Druckfassungen von Tausendundeine Nacht. Richard Francis Burton und Enno Littmann griffen für ihre Übersetzungen auf die Kalkutta-II-Fassung zurück.
Die Figuren Al-Ma'mun, Ishaq al-Mausili, al-Hasan ibn Sahl und Buran bint al-Hasan ibn Sahl sind historische Personen. Al-Ma'mun heiratete Buran im realen Leben; die Märchengeschichte ihres Kennenlernens ist rein fiktiv.

## Ausgaben
- Richard Francis Burton: Arabian Nights, Burton Club, 1900 (Erstausgabe 1885–1888), Band
- Enno Littmann: Die Erzählungen aus den tausendundein Nächten, Insel Verlag, Frankfurt 1968 (Erstausgabe 1922–1928, Kalkutta-II-Edition), Band 3, S. 115–123.